# Turismo em Igrejinha

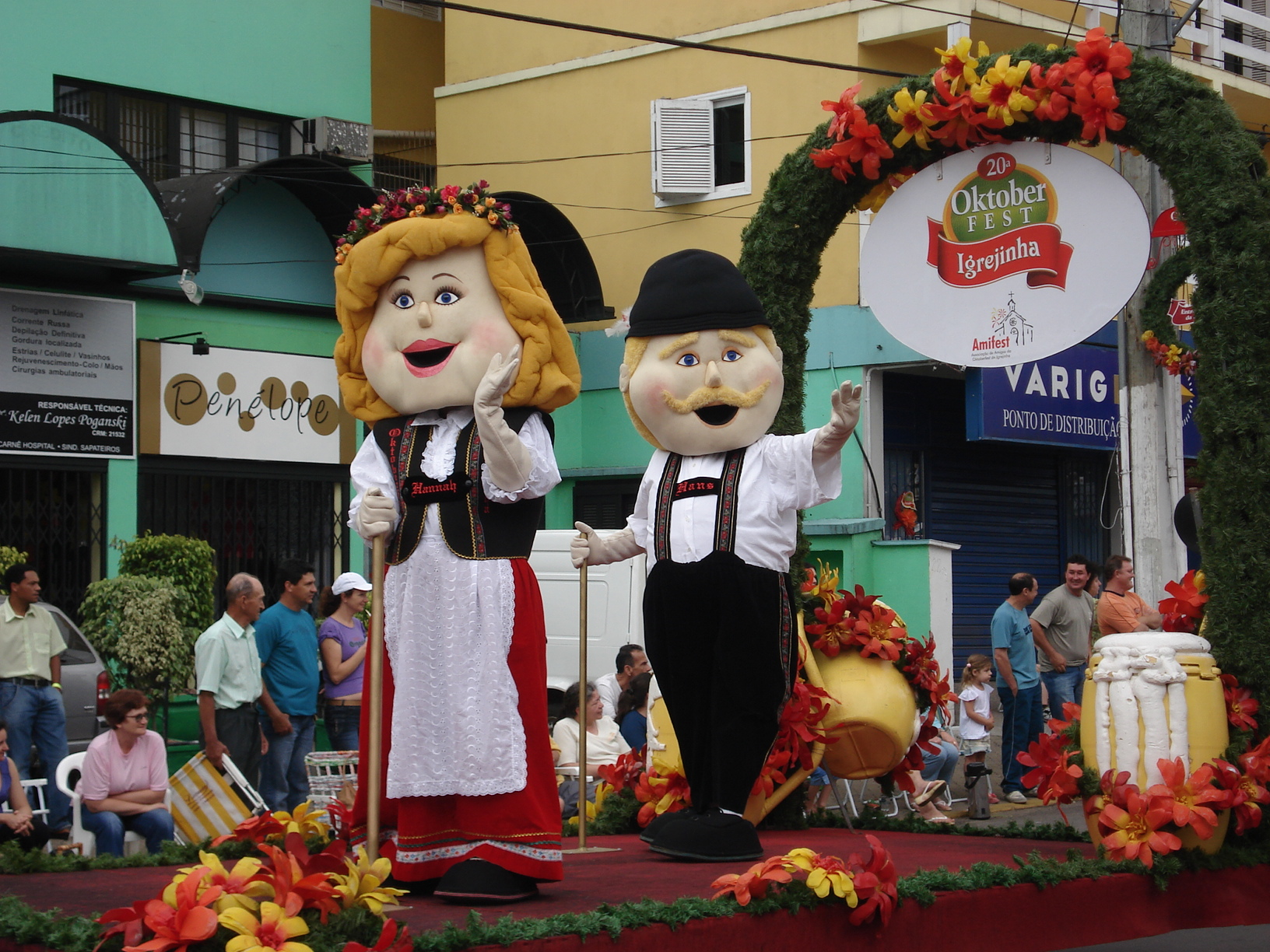
Bonecos Hanz e Hannah no desfile da Oktoberfest de Igrejinha

Igrejinha é uma cidade com diversas opções de turismo. O município é estadualmente conhecido pelo turismo de compras de calçados nas lojas localizadas às margens da rodovia RS-115. A cidade também conta com diversos atrativos naturais como as cascatas dos Italianos e a de Solitária. O complexo ecológico Ecoland atrai muitos turistas. Outro atrativo turístico de Igrejinha é o Monte da Fé, um morro onde foi construída uma cruz de 30 metros de altura. O turismo de aventura vêm crescendo muito na região.

## Acesso
| Cidade        | Distância |
| ------------- | --------- |
| Porto Alegre  | 82 km     |
| Canela        | 41 km     |
| Caxias do Sul | 83 km     |
| Gramado       | 32 km     |
| Osório        | 75 km     |
| Novo Hamburgo | 56 km     |
| Três Coroas   | 08 km     |
| Taquara       | 11 km     |

O principal acesso do município é via RS-115, ligando a Três Coroas, Gramado e Canela ao norte, e, ao sul, com Taquara, Novo Hamburgo (via RS-239) e Porto Alegre (via RS-020). Também há a RS-020, que liga Igrejinha a São Francisco de Paula e novamente a Taquara. Contudo, há outras vias de menor importância e que ligam Igrejinha a seus vizinhos ou até mesmo a suas localidades distantes da cidade.

### Distâncias
Localizada na Encosta Inferior do Nordeste gaúcho, mais precisamente no Vale do Paranhana, Igrejinha dista 82 km de Porto Alegre, capital do Rio Grande do Sul.
A cidade está as margens da RS-115, a principal rota de acesso a um dos maiores polos turísticos do país, a Serra Gaúcha.

## Pontos de Interesse

### Atrações culturais

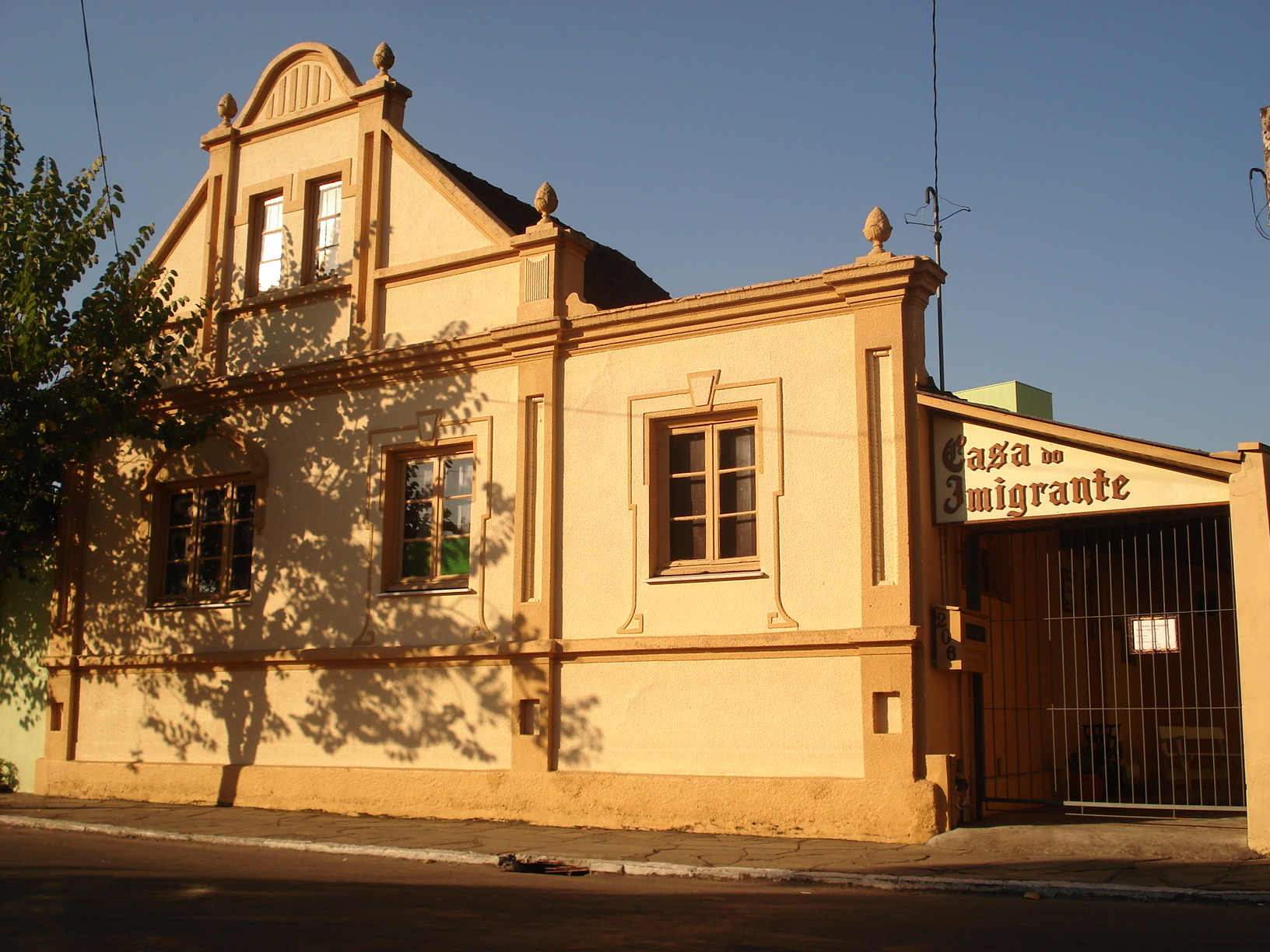
Casa do Imigrante

As principais atrações culturais de Igrejinha são a Biblioteca Pública, mantida pela Fundação Cultural de Igrejinha; a Sociedade União de Cantores de Igrejinha (SUCI), uma sociedade centenária localizada bem no Centro da cidade; a Discoteca Elis Regina, que possui um grande acervo de LPs; o Museu Memória da Oktoberfest, localizado na Vila Germânica do Parque de Eventos Almiro Grings (Parque da Oktoberfest) pode ser visitado mediante agendamento; e a Casa do Imigrante também chamada de Museu Professor Gustavo Koetz, um museu histórico sobre o músico e professor Gustavo Koetz e sobre a colonização alemã no município.

### Atrações naturais

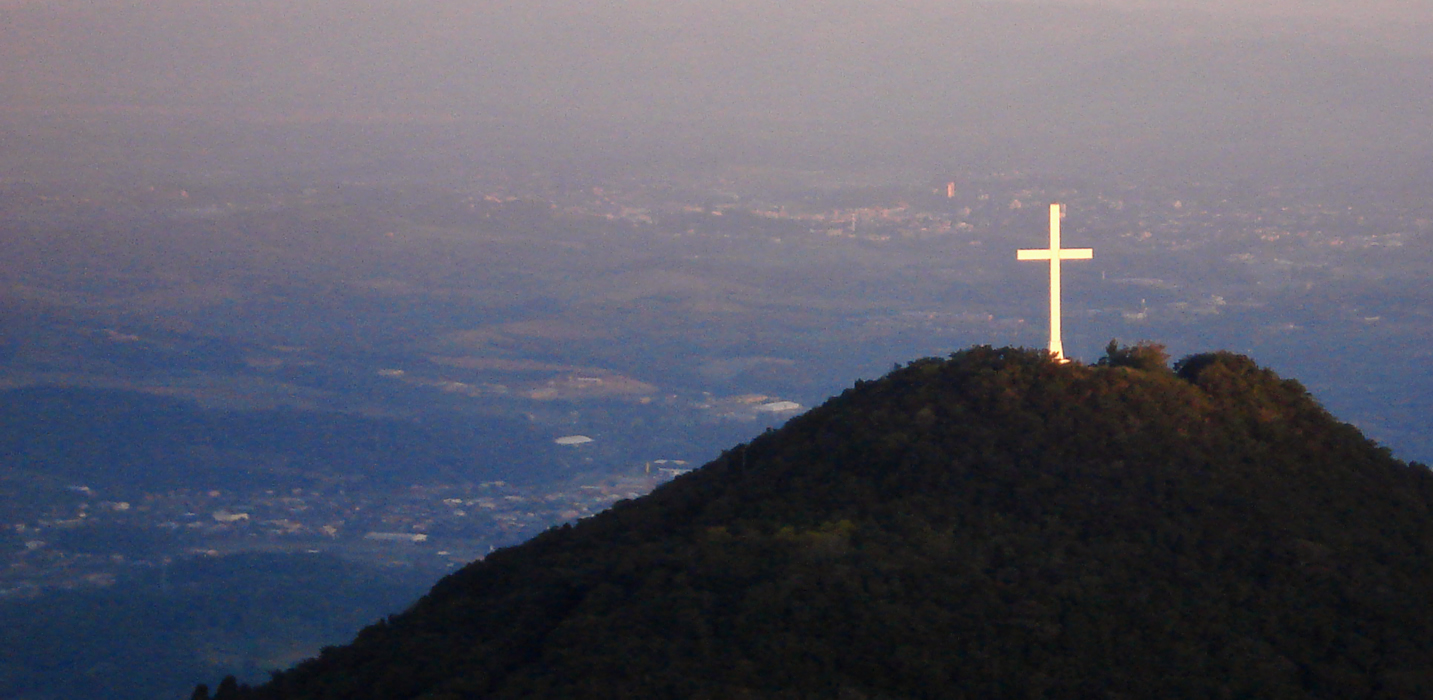
Morro da Cruz na localidade de Serra Grande

Igrejinha está situada em uma região montanhosa, com diversos vales, cachoeiras e morros. Os principais atrativos naturais do município são a Cascata de Solitária, localizada na localidade de Solitária; a Cascata dos Italianos, localizada em Linha Caloni; e a Toca dos Bugres, uma caverna localizada em Linha Caloni que serviu de moradia para os índios habitantes da região.
Algumas montanhas também são atrativos turísticos como o Morro dos Alpes, o ponto mais alto do município com 773 metros de altitude; o Morro Alto da Pedra, localizado à 700 metros acima do nível do mar e utilizado para decolagens de asa-delta e de parapente (voo livre); e o Monte da Fé, mais conhecido como morro da cruz, é um morro com cerca de 670 metros de altitude onde foi construída uma cruz com 30 metros de altura. Estes três morros estão localizados na localidade de Serra Grande.

### Comércio

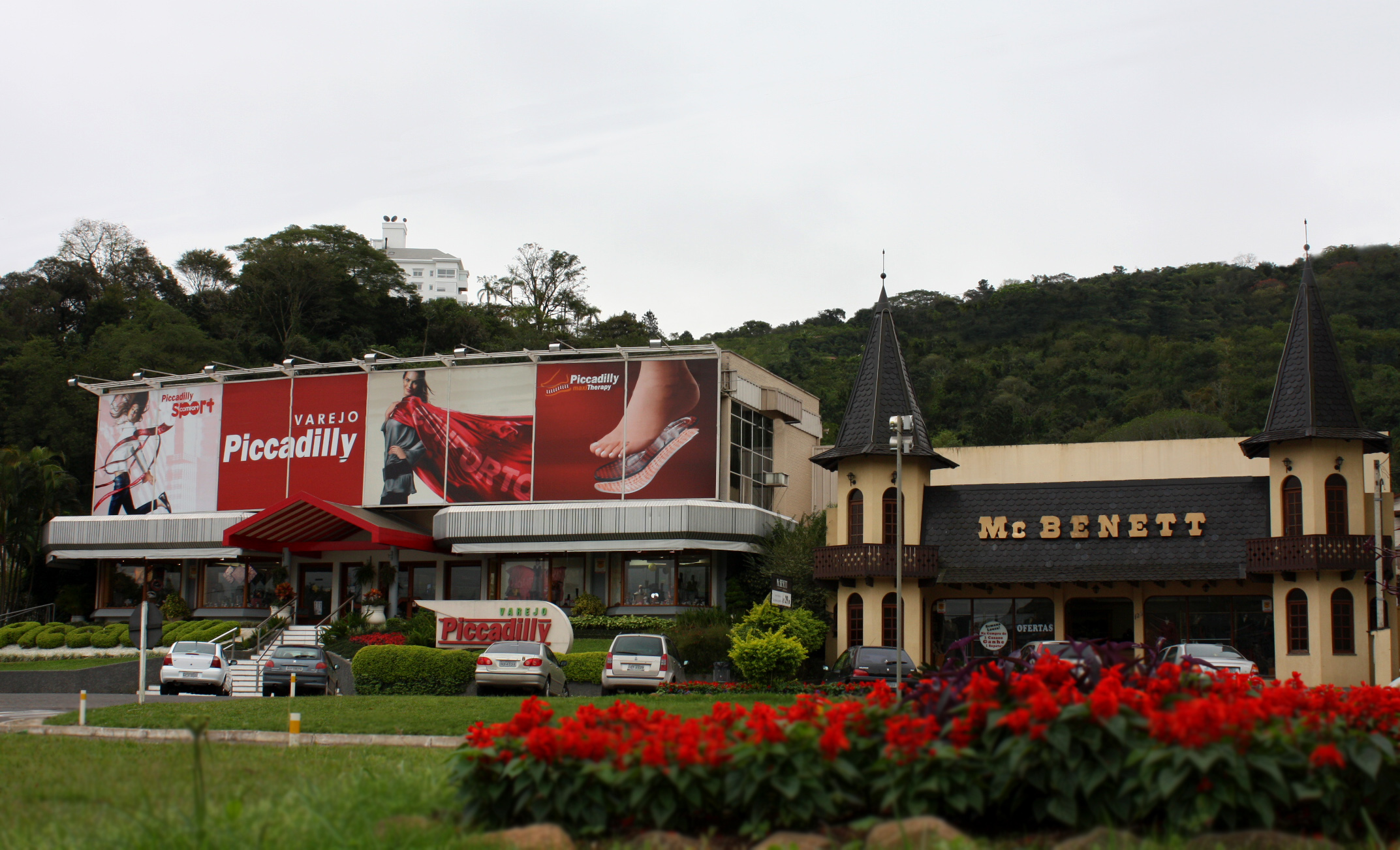
Comércio na RS-115 em Igrejinha

Localizada na principal rota de acesso à Região das Hortênsias, a cidade é ponto de parada dos turistas para compras de calçados e artigos de couro, nas lojas localizadas as margens da RS-115. Entre as principais lojas estão a Varejo Piccadilly, a Sapatu's, a McBennet, a BannyPel, a Malhas Daiane, a Couro Shop, entre outras. Outro ponto de interesse são as visitas guiadas à fábrica do grupo Schincariol. Estas visitas são realizadas mediante agendamento.

### Esporte e Lazer
Os principais atrativos de lazer da cidade são o Parque de Eventos Almiro Grings (parque da Oktoberfest), um parque com completa infraestrutura para a realização de eventos de médio e grande porte; o Parque Ecológico Ecoland, um parque privado em meio a natureza com hotel, restaurante, piscinas, lagos, mata nativa, animais silvestres, entre outros.
O turismo esportivo vem crescendo muito em todo o Vale do Paranhana. Em Igrejinha os principais atrativos são o Morro Alto da Pedra, utilizado para decolagens de voo livre; a prática de escaladas e de rapel nas cascatas do município; as trilhas para jipes e motos; o ciclismo, principalmente o mountain bike e as corridas de aventura. Outros atrativos esportivos da cidade são o Complexo Esportivo do SESI, uma grande área com infraestrutura para a prática de diversas modalidades esportivas; e o Estádio Carlos Alberto Schwingler, um estádio com capacidade para 3 mil pessoas pertencente ao Esporte Clube Igrejinha.

### Referências arquitetônicas

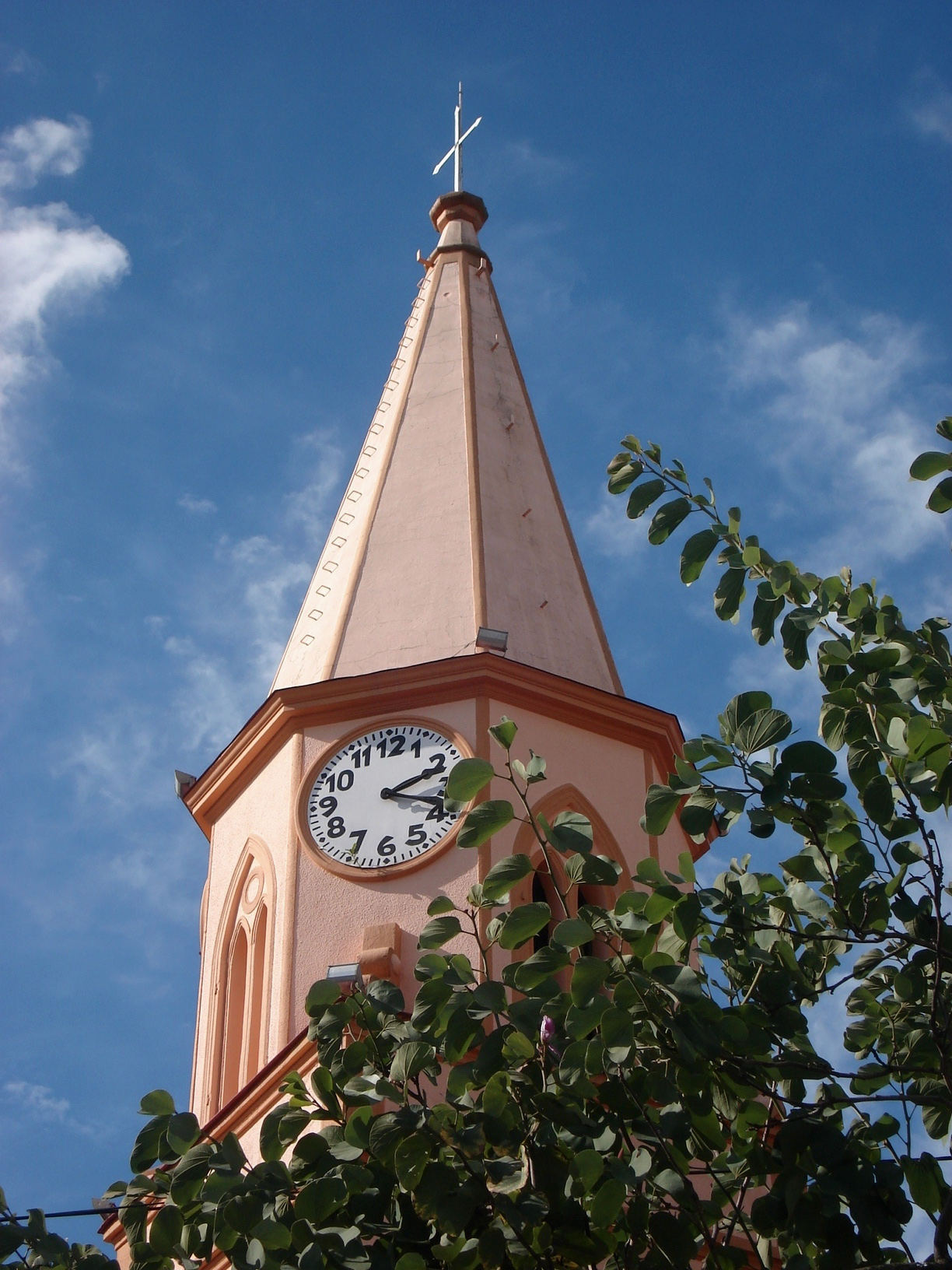
Igreja Gabriel em Igrejinha

## Eventos

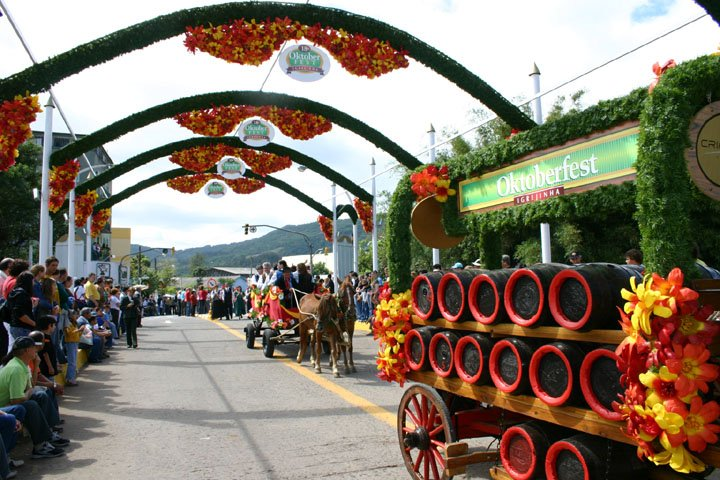
Desfile da Oktoberfest

### Oktoberfest

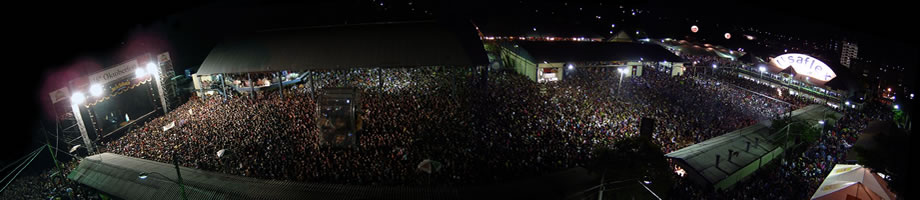
Vista panorâmica do Parque da Oktoberfest durante o show de Ivete Sangalo em 2005